# 皇塘镇
皇塘镇，是中华人民共和国江苏省鎮江市丹阳市下辖的一个乡镇级行政单位。

## 行政区划
皇塘镇下辖以下地区：
新丰街社区、白鹤社区、丁桥村、张埝村、白兔村、皇塘村、大南庄村、宏图村、鹤溪村、蒋墅村、滕村、积善村和后亭村。